# Буи (Мэриленд)
Буи (англ.  Bowie ) — город в округе Принс-Джорджес в штате Мэриленд США.

## Описание
Находится в центральном Мэриленде. Восточный пригород Вашингтона. Первым значительным поселением на этом месте был Белэр, поместье, построенное около 1745 года для губернатора Сэмюэля Огла. Там развилась небольшая фермерская община под названием Хантингтон. В 1870-х годах это место было выбрано в качестве крупного железнодорожного узла, что подстегнуло рост города. В 1880 году он был переименован в Боуи в честь Одена Буи, губернатора Мэриленда (1867—1872 гг.), и зарегистрирован в 1916 году. Население Буи оставалось небольшим до конца 1950-х годов, когда застройщик купил землю поместья Белэр.

## Население
| 2010[…] | 2019    | 2020    |
| ------- | ------- | ------- |
| 54 727  | ↗58 643 | ↘58 329 |